# Зал Чендлер
Павільйон Дороті Чендлер (англ. Dorothy Chandler Pavilion) — входить до числа найбільших концертних залів та оперних сцен США, найчастіше стає місцем виступу трупи опери Лос-Анджелеса. По сусідству з павільйоном в Музичному центрі існують ще три театрально-музичних сцени, на яких проходять концерти філармонічного оркестру Лос-Анджелеса, а також масштабні постановки бродвейських мюзиклів. На сцені Павільйону Дороті Чендлер часто виступав колектив Нью-Йоркській оперної компанії, поки не було відкрито будівлю Опери Лос-Анджелеса.
Розкішні інтер'єри Павільйону і його велика місткість привели до того, що він прославився як місце проведення церемоній нагородження премією Академії кінематографічних мистецтв і наук. Вручення цієї премії, більш відомою в усьому світі під назвою «Оскар», проходила в Павільйоні Дороті Чендлер неодноразово з 1969 по 1987 рік, а також в 1990-94 рр., 1996, 1999 році. У 2008 році будівля Павільйону Дороті Чендлер була одним з місць дії в комп'ютерній грі «Midnight Club: Los Angeles».

## Історія театру
Історія Павільйону Дороті Чендлер почалася в березні 1962 року, коли в Лос-Анджелесі стартувало будівництво нового концертного залу, яке тривало до вересня 1964 року. Відкриття залу відбулося 6 грудня 1964 року, коли Філармонійний оркестр Лос-Анджелеса представив відвідувачам концертну програму, що складалася з творів Вагнера, Шумана і Бетховена. Глядацька зала Павільйону Дороті Чендлеh розрахована на 3197 місць, які  розташовані в чотирьох рівнях. Її прикрашають широкі вигнуті сходи, багатий декор стін і красиві люстри. Зовні будівля виглядає нічим не гірше, ніж усередині. Її форма незвичайна і унікальна — вона нагадує скляне спорудження, так як  вікна заповнюють всю висоту будівлі.
Величезне значення для будівництва мала діяльність Дороті Баффум Чендлер — дружини першого власника видання «Лос-Анджелес Таймс», ім'ям якої згодом був названий павільйон. Дороті Чендлер вдалося зібрати близько 19 млн. доларів приватних пожертвувань і домогтися відкриття музичного центру, пообіцявши, що щорічно на один день центр буде доступний для безкоштовного відвідування. Ця обіцянка була втілена в життя і стала доброю традицією: щороку Павільйон Дороті Чендлер напередодні Різдва з 15 до 21 години відкриває двері для всіх бажаючих відвідати музичні і танцювальні концерти колективів з усього округу Лос-Анджелеса і доступний до безкоштовного відвідування.

## Музичний центр округу Лос-Анджелес
Music Center (Performing Arts Center of Los Angeles County)
Комплекс для музичних та інших видів виступів знаходиться в північній частині пагорба Банкер. Один з найбільших і найшанованіших центрів виконавських видів мистецтв Сполучених Штатів. Музичний центр знаменитий своєю прославленою танцювальною програмою і серією танців Глорії Кауфман. Центр є домом для чотирьох світових труп: Центральної Театральній Групи, Опери Лос-Анджелеса, Філармонії Лос-Анджелеса і Майстер-хору Лос-Анджелеса. На 22 акрах розташовані такі знакові місця, як Концертний зал Волта Діснея (Walt Disney Concert Hall), Павільйон Дороті Чендлер (Dorothy Chandler Pavilion), Форум Марка Тапера (Mark Taper Forum — призер багатьох найпрестижніших театральних нагород в числі кращих вистав, які можна побачити на цій сцені, — «Ангели в Америці» Тоні) і Театр Ехмансона (Ahmanson Theater — в якому встановлені пересувні стіни, за допомогою яких можна регулювати розмір сцени і глядацької зали. В театрі демонструються бродвейські п'єси), а також Музичний центр Плаза і недавно відкритий Гранд Парк (Grand Park). Щороку більше одного мільйона чоловік відвідують живі виступи і безкоштовні зустрічі спільноти мистецтв в Музичному центрі. Як установа мистецтва, Музичний центр приваблює відвідувачів різними цікавими проектами, організовуючи інтерактивні заняття та освітні програми. Його серія Active Arts є національною моделлю виконавського мистецтва, яка розширює його вплив за допомогою інтерактивної і громадської діяльності. Музичний центр також демонструє цілий ряд спеціальних постановок, заходів і фестивалів для дітей та їх батьків. Одна з цих програм, World City, представляє артистів з їх унікальними традиціями з різних точок світу в своїх безкоштовних презентаціях в Кек Амфітеатрі в Концертному залі Уолта Діснея. Музичний центр є національно визнаним лідером в галузі мистецької освіти, даючи безкоштовний он-лайн доступ до художніх навчальних програм і ресурсів для студентів і викладачів в школах і громадських центрах.
Екскурсію по павільйону можна зробити в порядку організованого Музичним центром екскурсійного туру, який включає в себе, крім павільйону, відвідування Театру Ехмансона, Концертного залу Волта Діснея і Форуму Марка Тапера.
Екскурсійний тур: вт-сб 10:30 і 12:30, тривалість 1,5 години, місце збору — Велике фойє Концертного залу Волта Діснея.
Інформацію про розклад оперних вистав і замовлення квитків можна отримати на сайті Лос-Анджелевської опери.